# Pantxatantra

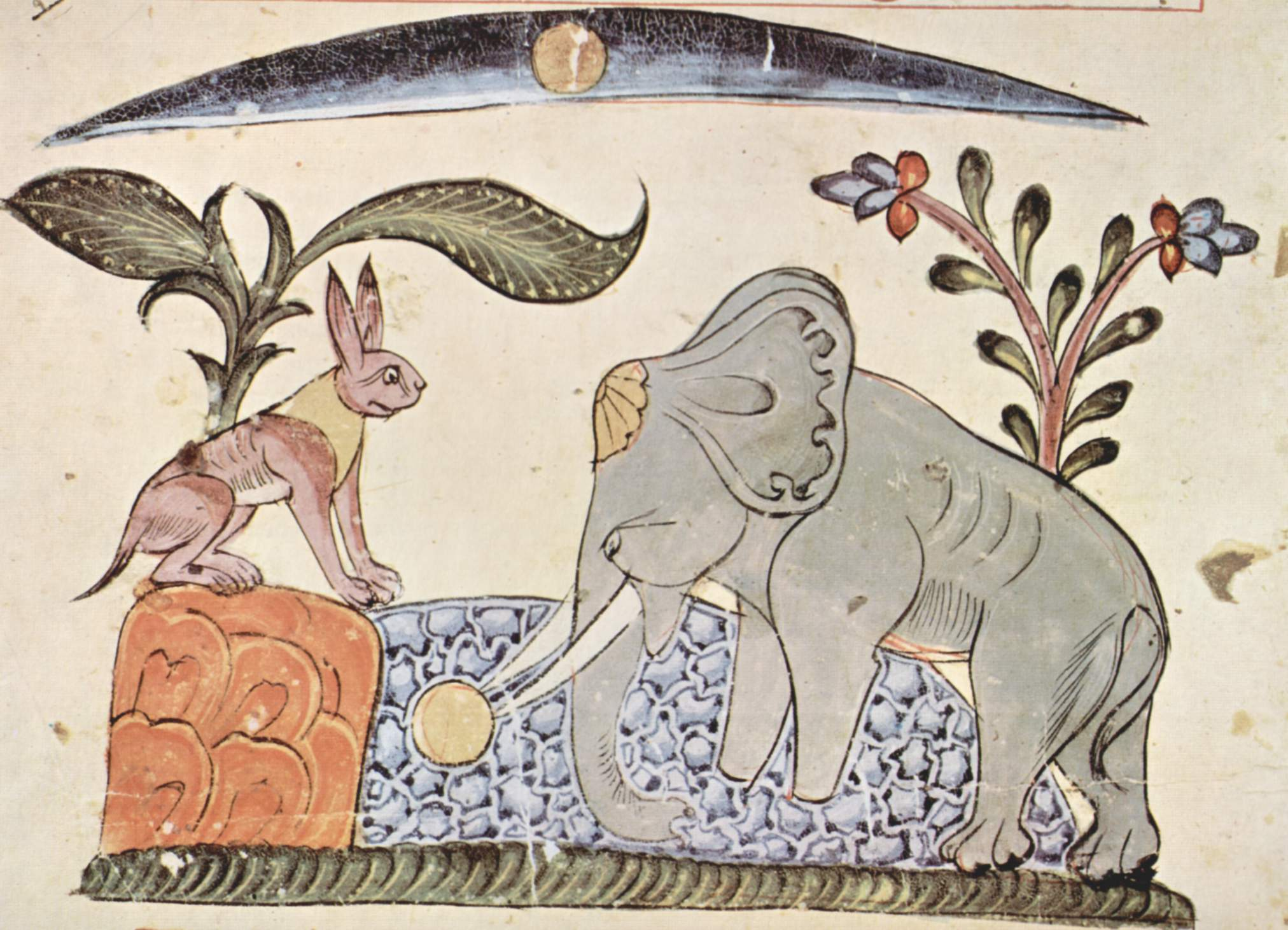
Pàgina de la versió síria del Panchatantra

El Pantxatantra (en sànscrit: पञ्चतन्त्र Pañcatantra, 'Cinc principis') és un recull antic de contes de la literatura sànscrita (~200 dC), d'autor desconegut. Les narracions són en forma de faula on els vicis solen prendre forma d'animal i acostumen a acabar amb una estrofa moral. El llibre ha estat traduït al català. El recull inclou els consells polítics locals de l'Índia antiga però també històries de la tradició oral, dels contes jatakas (ensenyament budistes) i fragments dels upanixads.

## Estructura
El llibre s'estructura com un diàleg didàctic entre un savi i els seus deixebles prínceps, on l'objectiu és que aquests aprenguin a governar. Per a les seves lliçons, el savi es val de narracions encastades, on un conte marc inclou diverses faules i poemes amb les seves tesis. L'obra es divideix en cinc parts temàtiques: Divisió dels amics / Obtenció dels amics /Corbs contra òlibes / Perdre allò que s'ha guanyat / Actuar sense examinar les circumstàncies.

## Llegat
Les faules del Pantxatantra han perdurat en la tradició hindú però també en la literatura occidental. L'èxit de la versió àrab del Calila i Dimna va permetre que els contes apareguessin en obres com el Llibre de les bèsties o El_Conde_Lucanor entre d'altres.